# Mount Vernon (Oregon)
Mount Vernon est une ville américaine située dans le comté de Grant en Oregon. En 2010 sa population était de 527 habitants.